# ベル・エポック

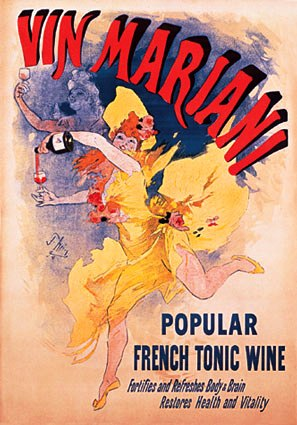
ベル・エポックの精神を表現したポスター（1894年、ジュール・シェレ）

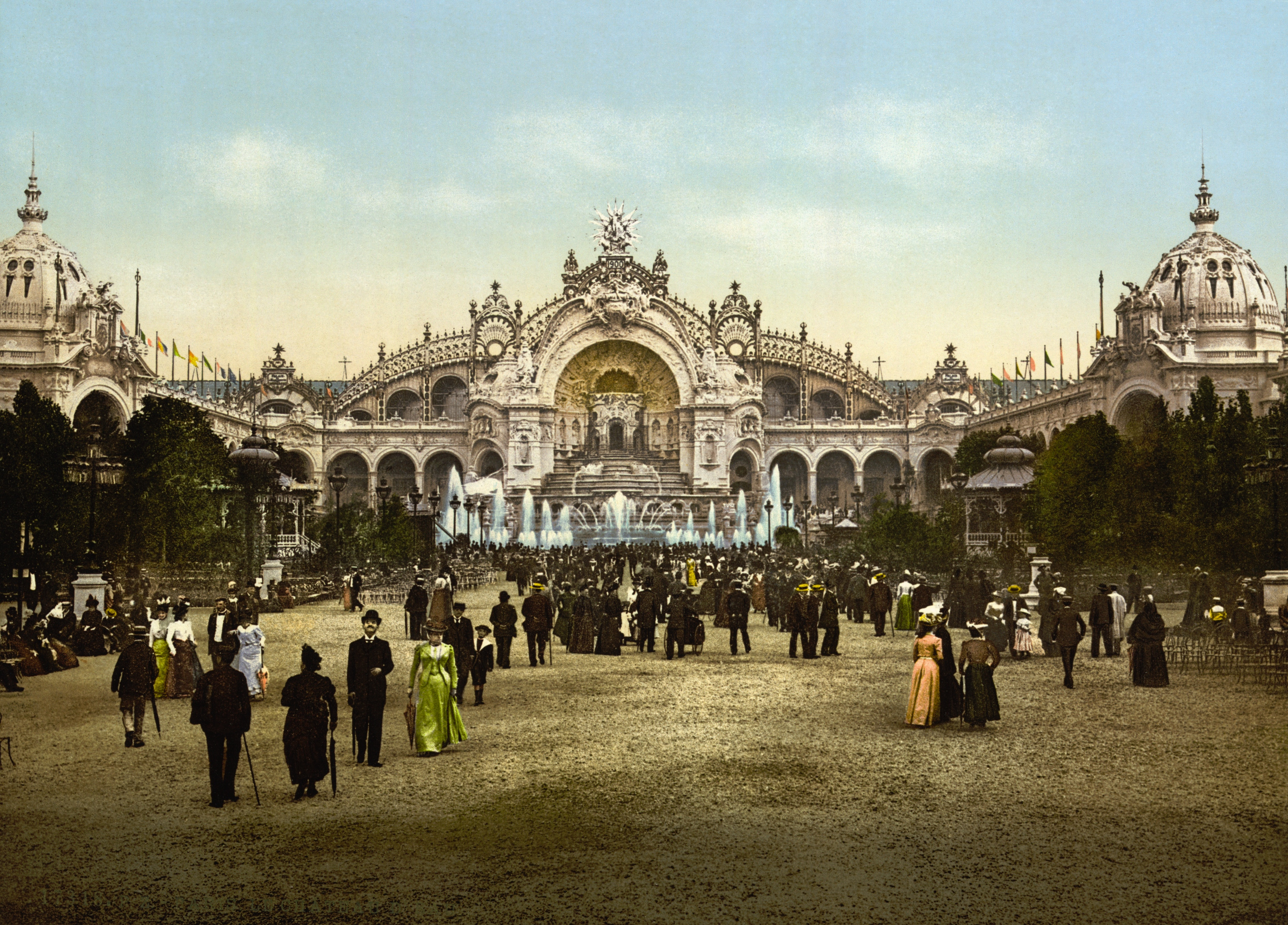
1900年のパリ博覧会

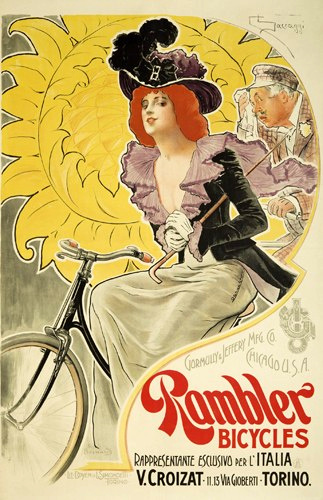
TortonaのCesareSaccaggiによるベル・エポックの精神を表現したマニフェスト

ベル・エポック（仏: Belle Époque：「美しい時代」）は、厳密な定義ではないが、主に19世紀末から第一次世界大戦勃発（1914年）までのパリが繁栄した華やかな時代、およびその文化を回顧して用いられる言葉である。
19世紀中ごろのフランスは普仏戦争に敗れ、パリ・コミューン成立などの混乱が続き、第三共和制も不安定な政治体制であったが、19世紀末までには産業革命も進み、ボン・マルシェ百貨店などに象徴される都市の消費文化が栄えるようになった。1900年の第5回パリ万国博覧会はそのひとつの頂点であった。
単にフランス国内の現象としてではなく、同時代のヨーロッパ文化の総体と合わせて論じられることも多い。また、ベル・エポックと対比して、1920年代をレ・ザネ・フォル（Les Années Folles 狂乱の時代）と呼ぶことがある。アメリカ合衆国では1920年代の戦間期をジャズ・エイジとも呼ぶ。